# Liturgische Gebete
Liturgische Gebete sind solche, die eine bestimmte Form und einen bestimmten Platz im Ablauf der christlichen Liturgie (Heilige Messe, Göttliche Liturgie, Abendmahl, Stundengebet und Sakramentenspendung) haben. Sie können gesungen oder gesprochen werden. 
In der Liturgie spielt die Unterscheidung zwischen Ordinarium und Proprium eine wesentliche Rolle. 
- Das Ordinarium umfasst die für jeden Gottesdienst feststehenden liturgischen Texte, beim Abendmahl z. B. Kyrie, Gloria (an Festen, Hochfesten und Sonntagen außerhalb des Advents und der Fastenzeit), Credo (an Sonntagen und Hochfesten), Sanctus, Einsetzungsworte oder in den orthodoxen Kirchen die Chrysostomus-Anaphora, Vaterunser, Agnus Dei, im Stundengebet Benedictus oder Magnificat.
- Das Proprium bilden dagegen diejenigen liturgischen Texte, die je nach Sonn- oder Festtag wechseln, wie z. B. der Introitus, das Tagesgebet (Kollektengebet), Responsorium, Halleluja-Ruf (in der Fastenzeit Christusrufe), Fürbittengebet, Troparion.

Viele dieser Gebete sind entweder der Bibel entnommen (wie z. B. die Psalmen und das Vaterunser) oder entstanden im Lauf der Kirchengeschichte in der Tradition der Kirche (wie z. B. das Credo) und stehen damit in ihrem Wortlaut fest. Einige haben einen geprägten Aufbau (wie z. B. die Orationen oder das Fürbittengebet), andere sind in manchen Konfessionen in ihrer Formulierung frei. In den altorientalischen und orthodoxen Kirchen ist die Liturgie wörtlich durch die Tradition festgelegt, frei formulierte Gebete gibt es dort nicht. Auch in der römisch-katholischen Kirche überwiegen die durch die Tradition festgelegten liturgischen Gebete. Sie sind in Messbüchern, Agenden und anderen liturgischen Büchern enthalten.